# Agape, Chionia a Irena
Svatá Agape, Chionia a Irena byly mučednice a žily na konci 3. století.
V dětství osiřely. Spolu vedly zbožný život a mnoho nabídek sňatků odmítaly. Jejich duchovním vůdcem byl kněz Xeno. Kněz měl vidění, že zemře velmi brzy a že sestry zemřou mučednickou smrtí. Roku 304 za panování císaře Diocletiana byly umučeny upálením zaživa za to, že nechtěly obětovat pohanským bohům.
Jejich svátek se slaví 1. dubna.